# Ophisma basigutta
Ophisma basigutta là một loài bướm đêm trong họ Erebidae.